# Calibishie
Calibishie ist ein Ort im Parish Saint Andrew, Dominica. Er liegt an der Nordküste der Insel, östlich des Ortes Hampstead. Das Calibishie Coast Travel Area gilt als eines der schönsten und am wenigsten touristisch erschlossenen Gebiete von Dominica. An der Calibishie Coast geht die Küste unmittelbar in den tropischen Regenwald über.

## Geographie
Zu Calibishie gehören die Strände Batibou, Hampstead, Hodges, Point Baptiste, Turtle und Woodford Hill Beach.
Die Wohnplätze Hampstead und Hodges sind ehemalige Plantagen.
Die Strände sind von Palmen gesäumt und einige Bäche bilden Wasserfälle und Tümpel, die zum Baden einladen. Beliebte Freizeitaktivitäten für Touristen sind Radfahren, Schnorcheln und Tauchen. Es gibt eine ganze Reihe von Übernachtungsmöglichkeiten.

## Geschichte
Der Name von „Calibishie“ geht zurück auf eine Bezeichnung aus einer der Arawak-Sprachen zurück. Die Ureinwohner nannten sich Kalinago und wurden von den europäischen Kolonialisten als „Kariben“ bezeichnet. Das Wort „cali“ lässt sich als „Netz“, und „bishie“ als „Riff“ übersetzen. Dementsprechend bedeutet Calibishie „Netz aus Riffen“. Die Kalinagos nutzten die natürlichen Gegebenheiten mit dem einzigen Barriere-Riff auf der Insel. Dort wurde Fischerei und Ackerbau betrieben und aus dem Wald konnte das Holz für die Kanus gewonnen werden.
Durch die Ankunft der Briten und Franzosen änderte sich die Situation auf der Insel dramatisch. Die Briten brachten Sklaven aus Westafrika, die sie auf Plantagen in Hampstead und Hodges einsetzten. 1838 wurden die Sklaven freigelassen. Calibishie wurde daraufhin wieder zu einem Fischerdorf, was es bis heute geblieben ist. 1956 wurde die Transinsular Road fertiggestellt, die Marigot mit der Westküste (via Pont Casse) verbindet. Die Baukampagne wurde von dem britischen Parlamentarier Elma Napier vorangetrieben. In der zweiten Hälfte des 20. Jahrhunderts wurden weitere Straßen gebaut, die die Dörfer an der Nordküste mit Portsmouth verbanden und 1972 wurde die Straße zwischen Portsmouth und Roseau fertiggestellt. Davon profitierte die Landwirtschaft in Calibishie; allerdings führte die neue Bewegungsfreiheit auch zu Landflucht. In den letzten Jahren nahm der Tourismus aus Nordamerika und Europa zu, und es entstanden Unterkünfte und Boots-Unternehmen.

## Wirtschaft
Neben Landwirtschaft und Fischerei spielt heute der Tourismus die größte wirtschaftliche Rolle. 1992 wurde die privilegierte Einfuhr von Bananen aus Dominica nach Großbritannien abgeschafft. Daraufhin mussten sich die Bananen-Anbauer umstellen.
2012 erreichte der Village Council Chairman und Farmer Froggy Peters, dass samstags ein regelmäßiger Markttag abgehalten wird.

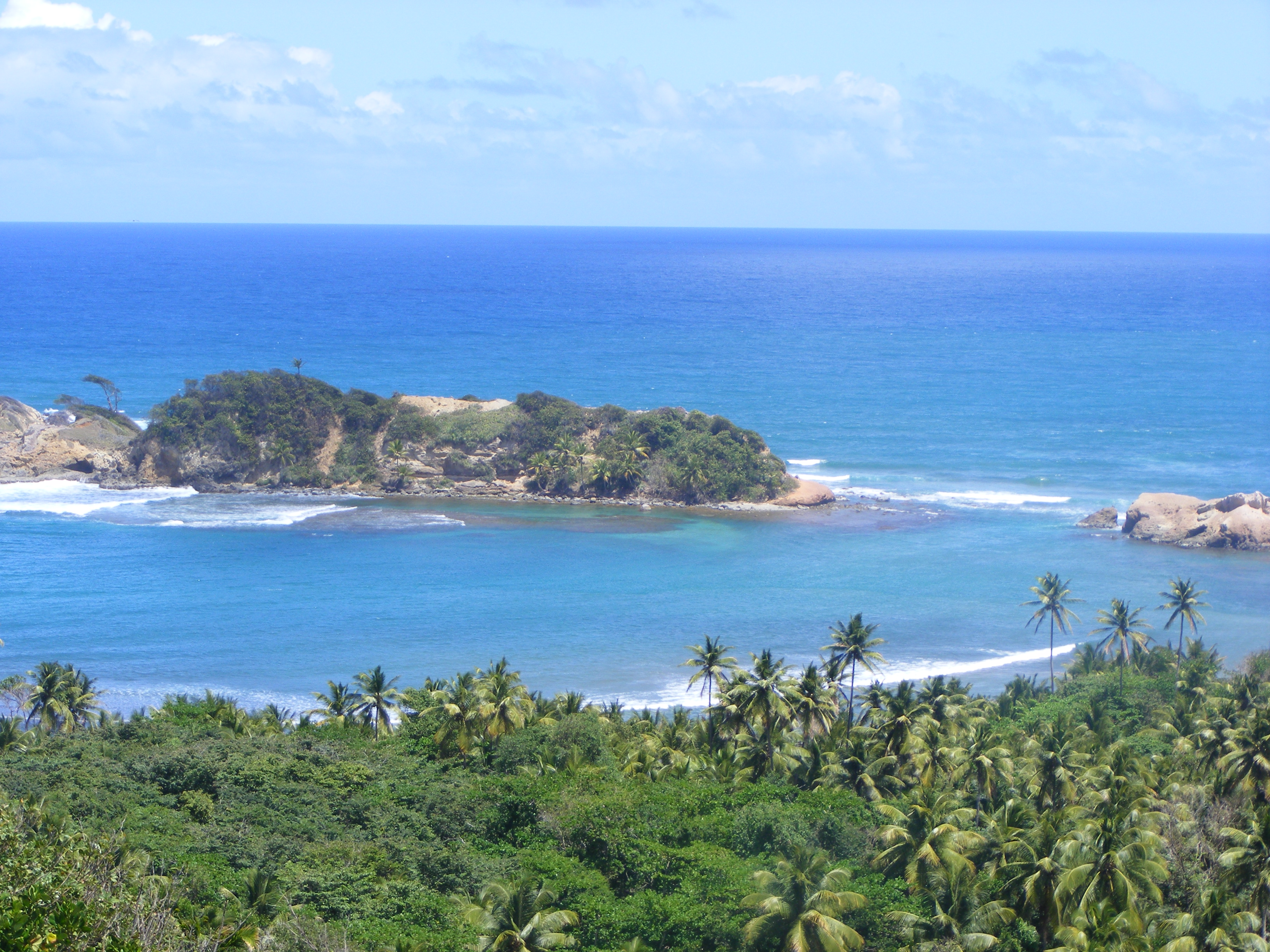
Strand von Calibishie

## Sehenswürdigkeiten
Die Kirche Sts. Peter & Paul wurde am 29. Juni (dem Patronatsfest Peter und Paul) 2017 geweiht.